# Chélateur d'acides biliaires
Les chélateurs d'acides biliaires ou séquestrants d'acides biliaires sont un groupe de résines utilisées pour lier certains composants de la bile dans le tractus gastro-intestinal. Ils perturbent la circulation entérohépatique des acides biliaires en se combinant avec les composants de la bile et en empêchant leur réabsorption intestinale. En général, ils sont classés en tant qu'agents hypolipémiants, bien qu'ils puissent être utilisés à des fins autres que la réduction du cholestérol. Ils sont utilisés dans le traitement de la diarrhée chronique due à la malabsorption des acides biliaires. 

## Mécanisme
Les séquestrants d'acides biliaires sont des composés polymères semblables aux résines échangeuses d'ions. Ces "chélateurs" (le terme est mal choisi pour décrire l'échange d'ions seul) échangent des anions tels que des ions chlorure contre des acides biliaires. Ce faisant, ils se lient aux acides biliaires solubles et les séquestrent, empêchant ainsi leur retour en solution dans la circulation entérohépatique. Le foie produit alors plus d'acides biliaires pour remplacer ceux qui ont été perdus. Parce que le corps utilise le cholestérol pour fabriquer des acides biliaires, le taux de cholestérol basse densité LDL circulant dans le sang diminue. 
Les séquestrants d'acides biliaires sont de grandes structures polymères et ne sont pas absorbés de manière significative par l'intestin vers la circulation sanguine. Ainsi, les acides biliaires adsorbés sur la résine polymérique sont excrétés avec les fèces après passage dans le tractus gastro-intestinal. 

## Utilisations médicales

### Hyperlipidémie
Comme les acides biliaires sont synthétisés à partir du cholestérol, une perturbation de la réabsorption des acides biliaires réduira les taux de cholestérol, en particulier les lipoprotéines de basse densité ou LDL (communément appelées « mauvais cholestérol ») dans le sang. Par conséquent, ces médicaments ont été utilisés pour le traitement de l'hypercholestérolémie et de la dyslipidémie,,. 
L'utilisation de ces agents en tant qu'agents hypolipémiants a nettement diminué depuis l'introduction des statines, qui sont plus efficaces que les séquestrants des acides biliaires pour réduire les LDL. Ils sont parfois utilisés en complément des statines comme alternative aux fibrates (un autre groupe important de médicaments hypocholestérolémiants), qui sont supposés augmenter le risque de rhabdomyolyse lorsqu'ils sont utilisés avec des statines. Les résines chélatant les acides biliaires peuvent augmenter légèrement les triglycérides (environ 5%) et leur usage est déconseillé si les triglycérides sont élevés. 

### Malabsorption des acides biliaires
La diarrhée chronique peut être causée par un excès de sels biliaires pénétrant dans le côlon au lieu d'être réabsorbés à la fin de l'intestin grêle (iléon). Cette affection nommée malabsorption des acides biliaires survient après une résection de l'iléon, dans la maladie de Crohn, ainsi qu'un certain nombre de pathologies gastro-intestinales. Cette malabsorption peut également être une affection primaire idiopathique. Le test au SeHCAT peut être utilisé pour le diagnostic. La diarrhée causée par les sels biliaires peut également être un effet secondaire d'une cholécystectomie ou ablation chirurgicale de la vésicule biliaire. 
Les chélateurs d'acides biliaires constituent le traitement principal de la diarrhée induite par les acides biliaires,. La cholestyramine, le colestipol (en) et le colesevelam (en) ont tous été utilisés. Les doses ne seront peut-être pas aussi élevées que celles utilisées auparavant pour l'hyperlipidémie. Beaucoup de patients les tolèrent mal, car même si la diarrhée peut s'améliorer, les ballonnements et les douleurs abdominales peuvent s'aggraver,. 

### Autres indications
Dans les maladies hépatiques chroniques telles que la cirrhose, des acides biliaires peuvent se déposer dans la peau, provoquant un prurit (démangeaisons). Par conséquent, les séquestrants d'acides biliaires peuvent être utilisés pour la prévention du prurit chez les patients atteints d'une maladie hépatique chronique. 
Les séquestrants d'acides biliaires peuvent également être utilisés pour traiter l'hyperthyroïdie en tant que traitement d'appoint. En inhibant la circulation entérohépatique, une plus grande quantité de L-thyroxine sera perdue lors de la défécation, abaissant ainsi les taux d'hormones thyroïdiennes dans le corps. 
La cholestyramine a été utilisée dans le traitement des infections à Clostridium difficile, afin d'absorber leurs toxines A et B. 

## Effets secondaires
Comme les séquestrants d'acides biliaires sont conçus pour ne pas être absorbés dans l'intestin, mais d'être éliminés dans les selles, en général, ils n'ont pas d'effets secondaires systémiques. Cependant, ils peuvent causer des problèmes au sein du tractus gastro-intestinal, tels que constipation, diarrhée, ballonnements et flatulences. Certains patients se plaignent de leur mauvais goût. 
Parce que les séquestrants d'acides biliaires ne sont pas bien absorbés par l'intestin, ils sont généralement considérés comme sûrs chez les femmes enceintes. Cependant, en interférant avec l'absorption des vitamines, ils pourraient provoquer des carences en vitamines pouvant affecter le fœtus. Ainsi, une supplémentation en vitamines peut être envisagée, avec des intervalles appropriés entre les prises de vitamines et de séquestrants d'acides biliaires. 

## Interactions médicamenteuses
En plus des acides biliaires, les séquestrants d'acides biliaires peuvent également fixer et éliminer des médicaments dans le tractus gastro-intestinal, empêchant ainsi leur absorption dans le sang. Pour cette raison, il est généralement conseillé que la prise d'un chélateur d'acides biliaires soit espacées de plusieurs heures de la prise orale d'autres médicaments. 
Ils peuvent également se lier aux vitamines liposolubles (vitamine A, vitamine D, vitamine E et vitamine K). Cet effet pourrait entraîner une carence en ces vitamines. Il a donc été suggéré de contrôler leurs taux sanguins et d'envisager une éventuelle supplémentation. 

## Exemples
Trois drogues sont membres de cette classe; toutes sont des résines polymères synthétiques: 
- Cholestyramine (Questran)
- Colestipol (Colestid, Colestipid)
- Colesevelam ( Cholestagel en Europe, Welchol aux États-Unis, Lodalis au Canada)